# 天草町
天草町（あまくさまち）は、熊本県の天草郡にあった町。
「キリシタン文化と陶石の里」を町の標語に掲げている。町の特産品は陶石、福連木子守唄まんじゅう、こっぱ餅。こっぱ餅は乾燥させたサツマイモともち米、上白糖から作られる天草の名産品である。
町内には国民保養温泉地である下田温泉（別名：白鷺温泉）がある。さらに天草下島の西側に位置するため、夕陽がとても美しく、西海岸はサンセットラインと呼ばれる。また、有田や瀬戸の陶磁器の原料となる良質の陶石を産出することでも有名。天草町でも陶磁器生産を行っている。
2006年（平成18年）3月27日に本渡市、牛深市、天草郡有明町、御所浦町、倉岳町、栖本町、新和町、五和町、河浦町と合併した。合併方式は新設合併。新市名は天草市。

## 地理
天草下島の西部に位置した。
- 山：荒尾岳
- 岩礁：妙見浦（名勝天然記念物）

## 歴史
- 1956年（昭和31年）9月21日 - 天草郡高浜村、福連木村、下田村、大江村が合体して天草町誕生。
- 2006年（平成18年）3月27日 - 本渡市、牛深市、御所浦町、倉岳町、栖本町、新和町、五和町、河浦町、有明町と合併し、天草市となる。

## 行政
- 町長：平石水穂（ひらいしみずほ）（2004年10月 - ）1期目

## 教育

### 小学校
- 天草町立下田南小学校
- 天草町立下田北小学校
- 天草町立高浜小学校
- 天草町立大江小学校
- 天草町立福連木小学校

### 中学校
- 天草町立天草中学校

### 高等学校
- 熊本県立天草高等学校天草西校

## 交通

### 鉄道路線
天草町内には鉄道路線がないが、九州産業交通バスで本渡市を経由して、JR鹿児島本線 熊本駅や三角線 三角駅に出ることができる。

### 航路
- 富岡港（苓北町） - 茂木港（長崎県長崎市）

九州産業交通バスが苓北町の富岡港と天草町とを結んでいる。

### 道路
一般国道
- 国道389号

### 路線バス
- 九州産業交通バス
  - 本渡バスセンター行き
  - 富岡港行き
  - 高浜上河内行き
  - 河浦高校前行き

## 名所・旧跡・観光スポット・祭事・催事

### 名所・旧跡
- 大江天主堂

### 観光スポット
- 下田温泉
- 鬼海浦展望所
- 五足の靴文学遊歩道
- 荒尾岳展望所
- 妙見浦
- 大ヶ瀬・小ヶ瀬

### 祭事
- あったか天草椿まつり（3月上旬）
- 天草西海岸春の陶器市（4月29日 - 5月5日）
- ジャガジャガ祭（4月29日）
- 下田温泉祭（5月中旬）
- ビーチフットボールin天草（7月中旬）
- 天草海辺の達人キャンプ（7月下旬）
- 下田温泉　夏まつり（7月下旬）（下田温泉広場）
- 五足の靴顕彰全国短歌大会（8月下旬）
- 五足の靴ウォークラリー大会（11月3日）
- 天草西海岸陶芸まつり（10月上旬）
- 福連木子守唄＆童謡まつり（11月上旬）
- 大江冬まつり（12月24日）